# سياسة التأشيرات في صوماليلاند
تحدد سياسة التأشيرات في صوماليلاند استخدام واستخراج التأشيرات في صوماليلاند.
وفقًا للقانون، يحتاج مواطنو جميع الدول إلى تأشيرة لزيارة صوماليلاند.
تختلف صوماليلاند والصومال اختلافًا كاملًا في سياسات التأشيرات، ولا تعترف سلطات صوماليلاند بالتأشيرات الوطنية الصادرة عن الصومال.

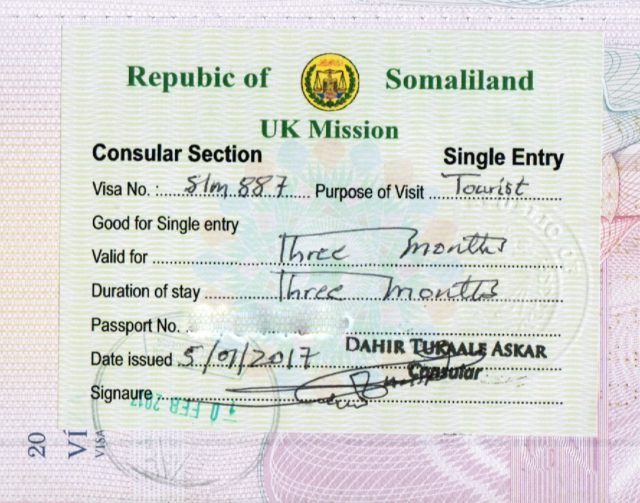
تأشيرة سياحية لصوماليلاند صادرة في المملكة المتحدة مع تواريخ الدخول والخروج

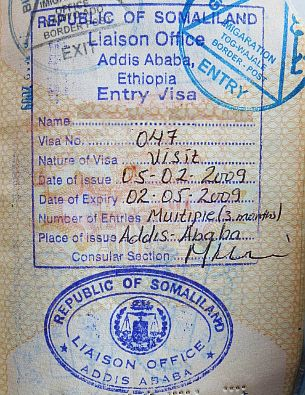
تأشيرة صوماليلاند صادرة عن مكتب الاتصال لصوماليلاند في أديس أبابا

## خريطة سياسة التأشيرات

جمهورية أرض الصومال (صوماليلاند)
تأشيرة عند الوصول
تأشيرة مطلوبة

## أنواع التأشيرات
- تأشيرة سياحية
- تأشيرة أعمال
- تأشيرة صحية
- تأشيرة تعليمية
- تأشيرة عبور

## تأشيرة عند الوصول
يمكن لحاملي جوازات السفر الصادرة عن الدول التالية الحصول على تأشيرة عند الوصول في جميع نقاط العبور بما في ذلك مطار هرجيسا.
| - جميع دول مجلس التعاون الخليجي |

| - الدول الأوروبية1 |

| - البرازيل - كندا - جيبوتي - مصر - إريتريا - إثيوبيا | - إسرائيل - كينيا - المغرب - روسيا - الصومال - جنوب أفريقيا | - جنوب السودان - السودان - تايوان - تركيا - أوغندا - الولايات المتحدة |  |

1 - غير مؤكَّد إذا كان يشمل كل أوروبا أم الاتحاد الأوروبي فقط.

## تأشيرة قبل السفر
تُصدر التأشيرات أيضًا في سفارة صوماليلاند في عاصمة إثيوبيا المجاورة أديس أبابا. بالإضافة إلى ذلك، يمكن الحصول على التأشيرة من خلال التقديم في بعثة صوماليلاند في لندن.
يمكن لمقدمي الطلبات غير المسموح لهم بتأشيرات عند الوصول الحصول عليها من مكاتب البعثات الدبلوماسية لأرض الصومال مثل (لندن، الإمارات العربية المتحدة، نيروبي، أديس أبابا، جيبوتي، إلخ). كما يمكن الحصول على استمارات التأشيرات عبر موقع دائرة الهجرة.